# 連續稀釋
連續稀釋 （serial dilution）逐步在溶液中稀釋樣品，在每次稀釋中樣品及溶劑的比例相同，可產生呈幾何級數的稀釋濃度。連續10倍稀釋稱為對數稀釋，連續100.5倍稀釋則稱為半對數稀釋。此方法常用於生物化學、分子生物學、微生物學的實驗。
在實驗中常需要將樣品做大量稀釋，如稀釋一萬倍。使用傳統稀釋方法，1毫升的樣品需要用9999毫升的溶劑溶解。而連續稀釋可以節省溶劑的消耗，且較為精確快速。

## 在微生物學、醫學上的應用
連續稀釋除了應用於化學藥品的稀釋上，同樣可用於降低樣品中微生物或細胞的濃度。例如：在固定時間內，瓊脂培養基上的菌落數量、大小與菌液濃度相關，且由於部分檢測技術如細胞記數盤，是計算網格內的微生物、細胞的個數，或是在固定體積下的微生物、細胞的個數(絕對濃度)。連續稀釋可以有效的降低待測液中的細胞個數，更容易估算樣品的絕對濃度。

## 實驗方法
以100倍稀釋、樣品濃度1M、體積1毫升的樣品為例。
將溶劑與樣品比保持在9:1，即9毫升溶劑和1毫升樣品混合後，樣品濃度變為原樣品的1/10(10倍稀釋)。再取1毫升10倍稀釋後的樣品與9毫升溶劑混合，得到濃度為原樣品1/100(100倍稀釋)的稀釋樣品。